# Bota de Oro 1976-77

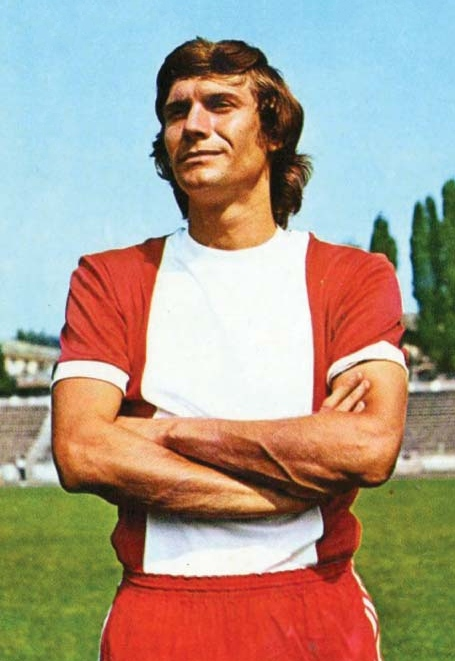
Dudu Georgescu, ganador en 1976-77.

La Bota de Oro 1976-77 fue un premio entregado por la European Sports Magazines al futbolista que logró la mayor cantidad de goles en la temporada europea.
El ganador de este premio fue el jugador rumano Dudu Georgescu por haber conseguido 47 goles en la Liga I. Georgescu ganó la bota de oro cuando jugaba para el equipo FC Dinamo de Bucarest.

## Resultados
| Posición | Futbolista     | Club                       | Campeonato          | Goles |
| -------- | -------------- | -------------------------- | ------------------- | ----- |
| 1        | Dudu Georgescu | FC Dinamo de Bucarest      | Liga I              | 47    |
| 2        | Béla Várady    | Budapesti Vasas Sport Club | Nemzeti Bajnokság I | 36    |
| 3        | Ruud Geels     | Ajax Ámsterdam             | Eredivisie          | 34    |
| 3        | Dieter Müller  | F.C. Colonia               | Bundesliga          | 34    |